# Molophilus (Molophilus) acis
Molophilus (Molophilus) acis is een tweevleugelige uit de familie steltmuggen (Limoniidae). De soort komt voor in het Oriëntaals gebied.